# La Liga de 1980–81
A La Liga de 1980–81 foi a 50º edição da Primeira Divisão da Espanha de futebol. Com 18 participantes, o campeão foi a Real Sociedad.